# Caroline Furioli
Caroline Furioli est une actrice française d'origine italienne qui s'est fait connaitre en interprétant le rôle de Nikki dans Sous le Soleil mais aussi le rôle de Cerise dans la publicité pour Groupama, avant d'interpréter le rôle d'Albane Latour dans la série télévisée Plus belle la vie.

## Filmographie

### Cinéma
- 2008 : Fracassé
- 2010 : Une histoire triste (court-métrage) : la libraire
- 2010 : Manmadan Ambu : Juliet

### Télévision
- 2005 - 2006 : Sous le soleil : Nikki
- 2006 : The Rainbow Warrior : Journaliste
- 2009 : Adresse inconnue : Sabine Grisset
- 2010 : Une histoire triste (court-métrage) : la libraire
- 2010 : L'été où tout a basculé : Axelle
- 2011 : Détective avenue : Gaëlle
- 2011 : Le Jour où tout a basculé : Episode 55 Saison 1 "Artiste : Je me suis fait voler ma musique !" Julie Phillip
- 2011 : Plus belle la vie : Albane Latour (80 scènes)
- 2013 : Plus belle la vie : Albane Latour (10 scènes)
- 2014 : Le Sang de la vigne : épisode Vengeances tardives en Alsace[2] : Odile Six
- 2025 : Un si grand soleil : Saison 7 : Suzanne

### Publicités
- 2008-2011 : Cerise dans Groupama[3]